# Space: Above and Beyond
Space: Above and Beyond is een Amerikaanse sciencefictiontelevisieserie uit 1995 en 1996.

## Over de serie
De bedoeling was dat er vijf seizoenen zouden worden uitgezonden, maar na 23 afleveringen (1 pilot van een uur en 22 afleveringen van een half uur) werd de serie wegens tegenvallende kijkcijfers gestopt. In Nederland werd de serie uitgezonden door SBS6, in België door KanaalTwee.

## Verhaal
In het midden van de 21e eeuw is de mensheid begonnen met het koloniseren van andere werelden. Op een bepaald moment stuiten ze bij hun ontdekkingsreizen op een buitenaardse levensvorm. Deze zogenaamde Chigs roeien twee koloniën van de Aarde volledig uit, waarna de er op afgestuurde Aardse ruimtevloot volledig verslagen wordt. Piloten in opleiding en net afgestudeerde cadetten worden daarna de ruimte ingestuurd. Het verhaal concentreert zich om enkele van deze jonge ruimtemariniers. Deze groep, de Wildcards, wordt gevolgd vanaf het moment dat ze in dienst komen. Ze worden uitgezonden voor infanterietaken op buitenaardse planeten en als aanvalspiloot in hun SA-43 'Hammerhead' ruimtejagers. Uiteindelijk groeien ze uit tot een van de beste ruimte-eskadrons van de ruimtevloot der verenigde Aarde.
Een bijzonder aspect van Space: Above and Beyond is de aanwezigheid van twee minderwaardige rassen: de Silicates en de Invitro's. De Silicates zijn androïde robots met kunstmatige intelligentie, ontwikkeld door de mensen om als soldaten te worden ingezet. Zij kwamen in opstand en voeren nu een guerrilla-oorlog met de mensen. De Invitro's zijn gekweekte mensen, gemaakt als vervanging voor de Silicates. Maar zij bleken weinig effectieve vechters, omdat ze geen verbondenheid met andere mensen of met hun land voelden. Zowel de Silicates als de InVitro's werden daarom door een groot deel van de mensheid als minderwaardig beschouwd.

## Trivia
- Met een budget van 1,5 tot 2 miljoen dollar per aflevering was Space: Above and Beyond in 1995 de duurste sciencefictionserie.

## Rolbezetting
- Kristen Cloke als Kap. Shane Vansen
- Morgan Weisser als Lt. Nathan West
- Rodney Rowland als Lt. Cooper Hawkes
- Lanei Chapman als Lt. Vanessa Damphousse
- Joel de la Fuente als Lt. Paul Wang
- James Morrison als Lt. Kol. Tyrus Cassius 'T.C.' McQueen
- Tucker Smallwood als Commodore Glen van Ross